# Кокутковцы
Кокутковцы (укр. Кокутківці) — село в Озёрнянской сельской общине Тернопольского района Тернопольской области Украины.
До 2020 года входило в Зборовский район.
Код КОАТУУ — 6122681603. Население по переписи 2001 года составляло 133 человека.

## Географическое положение
Село Кокутковцы находится на правом берегу реки Нестеровка,
выше по течению на расстоянии в 0,5 км расположено село Нестеровцы,
ниже по течению на расстоянии в 0,5 км расположено село Высыповцы.

## История
- 1816 год — дата основания.